# Serón
Serón er en by og kommune i det sydøstlige Spanien i provinsen Almería. Den har et indbyggertal på 2.133 (2024) indbyggere.